# 阿利
阿利（義大利語：Alì），是意大利西西里大区墨西拿廣域市的一个市镇。总面积16平方公里，人口850人，人口密度53.1人/平方公里（2009年）。ISTAT代码为083002。